# Empalme Olmos
Empalme Olmos è un comune dell'Uruguay, situato nel Dipartimento di Canelones.